# Uzenina

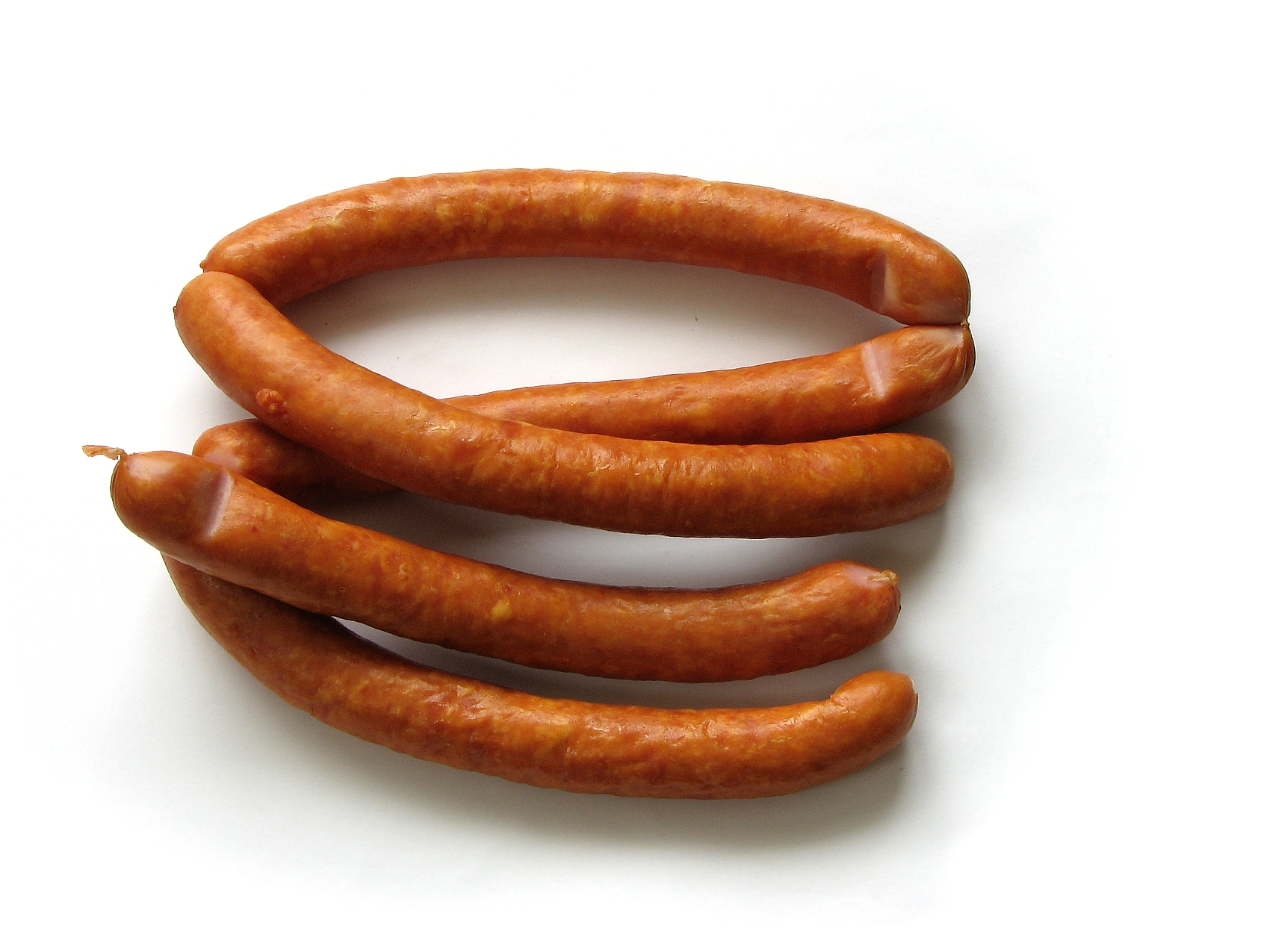
Párky, příklad uzeniny

Uzenina je homogenizovaný (mělněný) masný výrobek, konzervovaný uzením nebo technologickými náhražkami uzení (rychlosoli, var ve formě, fermentace). Typickým znakem, odlišujícím uzeninu od uzeného masa je homogenizace výchozí suroviny, která potlačuje výchozí skladbu suroviny (příkladem je šunka od kosti, která v tomto smyslu není uzeninou, kdežto běžná konzumní šunka z formy ano).
Výchozí masná surovina pro výrobu uzenin (vazné maso) se mělní při současném nebo následném solení v kutrech nebo mlýncích. Tím se uvolněné myofibrilární bílkoviny převádějí na rozpustnou formu, potřebnou pro vytvoření finální struktury výrobku. Mělněná surovina (doplněná někdy i podílem méně vazného masa) se nazývá spojka. Ta, spolu s případnou vložkou ve formě větších nemělněných částí suroviny (kostky masa, tuku, zeleniny, chutěnosných doplňků) je nazývána dílo. Dílo se naráží do střev nebo plní do forem a v této podobě se následně technologicky zpracovává.
Mezinárodní agentura pro výzkum rakoviny považuje uzeniny za karcinogen.

## Úpravy
Solení suroviny probíhá u spojky přímo během jejího mělnění, vložka se nasoluje v samostatné operaci v závislosti na jejím charakteru povrchovým solením, namáčením do solanky či solného láku, nastřikováním solného láku mnohojehlovými stroji, tumblováním (kombinovaným mechanickým působením při přepadávání z výšky v míchačích), nebo zvýšením povrchu napichováním sadou nožů v extraktorech.
Mělnění spojky probíhá v mlýncích nebo kutrech se srpovitými noži. Požadovaná hrubost suroviny se v případě mlýnků nastavuje velikostí děrovaných desek, v případě kutrů pak volbou otáček nožů a míchacího kotle. Pro vysoké stupně mělnění je třeba přidávat šupinkový led, zabraňující nárůstu teploty kutrované suroviny a tím zhoršení vaznosti suroviny předčasným denaturováním bílkovin. Ke vmíchání vložky lze využít přímo kutr nebo se vložka vmíchává v samostatné míchačce.
Narážení a tvarování se provádí do technologickým postupem stanovených obalů požadovaného tvaru a velikosti. Typicky jsou užívána přírodní nebo klihovková střeva, polyamidová střeva nebo u luxusních výrobků střeva textilní. Výrobky narážené do plastových střev nelze udit.
Uzení výrobku má jako primární cíl konzervaci výrobku, sekundárním cílem je dosažení požadovaného vzhledu a chuti uzeniny. K uzení se užívá horký (velká většina běžných uzenin), teplý (kusové výrobky s vysokým obsahem tuku) nebo studený (luxusní výrobky) kouř. Při uzení horkým kouřem je výrobek předsušen v horkém vzduchu na požadovaný obsah vody, vystaven zauzovacímu prostředí a následně dovařen v horké páře.
Sušení se aplikuje u luxusních výrobků s cílem snížení aktivity mikroorganismů a zlepšení chuťových vlastností. Sušené výrobky jsou vysoce trvanlivé a na trhu ceněné. Tepelně opracované výrobky se suší několik týdnů, naopak doba sušení syrových výrobků (některé šunky, např. jamón) se mohou sušit i několik let, čemuž následně odpovídá i jejich cena.

## Střívka
Jako obal uzenin se používají střívka. Ty se dělí:
- přírodní – ze střev živočichů
- umělá – z různých materiálů (vaření max. 75 °C)[2]
  - kolagen – často jedlá, ale jistá nikoli
  - celulóza – svlékací (nejedlá)
  - plast (polymer) – nejedlá

Před konzumací se doporučuje odstranit každá střívka. Ale fenoly (což mohou být endokrinní disruptory) ze střívka (například eugenol) pronikají do uzeniny.